# Aleksander Bielecki
Aleksander Bielecki (ur. 8 lipca 1930 w Przemyślu, zm. 18 sierpnia 1991) – polski inżynier, prof. dr hab..

## Życiorys
Urodził się 8 lipca 1930 r. w Przemyślu. W latach 1950–1955 studiował na Wydziale Mechanicznym i Mechaniczno-Energetycznym Politechniki Wrocławskiej. Od 1965 pracował w Katedrze Pomiarów Maszyn Politechniki Wrocławskiej. W 1969 obronił pracę doktorską i został zatrudniony na stanowisku adiunkta. W 1982 habilitował się na Wydziale Mechaniczno-Energetycznym Politechniki Wrocławskiej i został docentem. W latach 1983–1985 pracował na Uniwersytecie Technicznym w Makurdi. Od 1985 r. zajmował się w Zakładzie Automatyki Politechniki Wrocławskiej automatyzacją i badaniami właściwości statycznych i dynamicznych kotłów wodnych i ciepłowni. Sprawował funkcję prodziekana (1987–1990) i dziekana (1990–1991) Wydziału Mechaniczno-Energetycznego Politechniki Wrocławskiej. W 1991 r. został profesorem nadzwyczajnym.
Zmarł 18 sierpnia 1991 r. i został pochowany na cmentarzu św. Rodziny przy ul. Smętnej we Wrocławiu.